# Yvonne Meusburger
Yvonne Meusburger (Dornbirn, 3 de Outubro de 1983) é uma ex-tenista profissional austríaca. Seu melhor ranking na WTA foi de N. 37, em 2014.
Yvonne Meusburger anunciou a aposentadoria em 2014.

## WTA finais

### Simples: 3 (1-2)
| Campeã — Legenda                    |
| ----------------------------------- |
| Grand Slam (0–0)                    |
| WTA Tour (0–0)                      |
| Premier Mandatory & Premier 5 (0–0) |
| Premier (0–0)                       |
| International (1–2)                 |

| Títulos por Piso |
| ---------------- |
| Duro (0–0)       |
| Grama (0–0)      |
| Saibro (1–2)     |
| Carpete (0–0)    |

| Posição | N. | Data          | Campeonato                              | Piso   | Oponente            | Placar             |
| ------- | -- | ------------- | --------------------------------------- | ------ | ------------------- | ------------------ |
| Vice    | 1. | 29 Julho 2007 | Gastein Ladies, Bad Gastein, Áustria    | Saibro | Francesca Schiavone | 1-6, 4-6           |
| Vice    | 2. | 14 Julho 2013 | Budapest Grand Prix, Budapeste, Hungria | Saibro | Simona Halep        | 3–6, 7–6(9–7), 1–6 |
| Campeã  | 1. | 21 Julho 2013 | Gastein Ladies, Bad Gastein, Áustria    | Saibro | Andrea Hlaváčková   | 7–5, 6–2           |